# Der Pferdeflüsterer
Der Pferdeflüsterer ist ein US-amerikanischer Spielfilm aus dem Jahr 1998 von Robert Redford, der neben Kristin Scott Thomas und Scarlett Johansson als Hauptdarstellerinnen auch die männliche Hauptrolle übernahm. Die Handlung basiert auf dem 1995 erschienenen gleichnamigen Roman von Nicholas Evans.

## Handlung
Die dreizehnjährige Grace MacLean und ihre Freundin Judith unternehmen an einem Wintermorgen einen Ritt. An einem vereisten Abhang verlieren ihre Pferde den Halt und rutschen mit den Reiterinnen auf eine Straße, wo ein herannahender Truck nicht mehr ausweichen kann. Judith und ihr Pferd sind sofort tot. Grace und ihr Pferd Pilgrim überleben schwer verletzt, Grace muss der rechte Unterschenkel amputiert werden. Pilgrim ist von dem Unfall so traumatisiert, dass er keinen Menschen mehr an sich heranlässt. Grace’ Mutter Annie wird nahegelegt, Pilgrim einschläfern zu lassen.
Annie, erfolgreiche Zeitschriftenredakteurin, ist es gewohnt, ihren Kopf durchzusetzen. In ihrer Weigerung, Pilgrim aufzugeben, stößt sie bei Recherchen auf einen Tom Booker in Montana, der als Pferdeflüsterer gilt, und bittet ihn telefonisch, nach New York zu kommen und sich Pilgrim anzusehen. Tom lehnt ab, da er sich nicht als bezahlten Heiler für hoffnungslose Pferde betrachtet. Entschlossen macht Annie sich mit Grace – gegen deren Willen – und Pilgrim persönlich quer über den Kontinent auf den Weg zu Toms Ranch. Davon beeindruckt ist Tom zumindest zu einem Versuch bereit.
Zu Tom selbst fasst Pilgrim Vertrauen, doch andere Menschen versetzen ihn immer wieder in Panik. Dabei wird bald klar, dass es nicht nur um das Pferd geht, sondern dass auch Grace aus ihrer Depression und ihrem pubertären Schneckenhaus geholfen werden muss. Tom macht Grace klar, dass sie für Pilgrim eine bedeutende Bezugsperson ist und er nur mit ihrer Mitarbeit wieder gesund werden kann. Unter Toms behutsamer Anleitung bekämpft Grace ihre Angst. Das neu wachsende Vertrauen zwischen ihr und Pilgrim gibt beiden neuen Lebensmut.
Da die Therapie nur langsam Fortschritte macht, verbringen Annie und Grace schließlich den ganzen Sommer auf der Booker-Ranch. Dabei findet nicht nur Pilgrim seine Ruhe wieder, auch die bislang alles bestimmende Annie und ihre oftmals übergangene Tochter ändern sich. Grace findet in Toms Neffen einen Freund und gewinnt bei der Arbeit auf der Ranch ihr Selbstbewusstsein zurück. Annie verliert zwar durch ihre lange Abwesenheit von Manhattan ihren Job, lernt jedoch die Vorzüge des Landlebens schätzen und verliebt sich in Tom. Es bleibt jedoch bei ein paar sehnsüchtigen Blicken, einem erotischen Tanz auf dem Dorffest und einem einzigen langen Kuss. Am Schluss verlässt Annie die Ranch wieder, Tom sieht ihr von einem Hügel aus nach.

## Hintergrund
Die Figur Tom Booker zeigt Parallelen zum wohl bekanntesten realen Pferdeflüsterer Monty Roberts, dessen Arbeit auf der gewaltfreien Kommunikation in einer den Tieren verständlichen Körpersprache beruht. Roberts reitet nicht nur junge Pferde ein, sondern hilft auch Problempferden, ihre Ängste zu überwinden. Doch trotz der Parallelen zwischen Roberts’ Arbeit und dem Film verneint der Autor der Romanvorlage, Nicholas Evans, dass Roberts die Vorlage für die Romanfigur gewesen sei. Ihm zufolge orientiert sie sich an Tom Dorrance, Ray Hunt und besonders Buck Brannaman: 
„Der Einzige, der mich wirklich inspiriert hat, war Buck Brannaman. Sein Geschick, Verständnis und seine sanfte, liebevolle Art haben die Wolken für unzählige unruhige Wesen durchbrochen. Buck ist der Zen-Meister der Pferde.“
Brannaman wirkte als leitender Berater bei Aufnahmen mit, an denen Pferde beteiligt waren, und doubelte Robert Redford in einzelnen Szenen.

## Soundtrack
Aufnahmen verschiedener Stars der Country- und Alternative-Country-Szene wie Don Edwards, Dwight Yoakam, Allison Moorer, Lucinda Williams, The Mavericks, Gillian Welch, Steve Earle und andere.

## Kritiken
Der Filmdienst schreibt: „Ein Film von großer Bildschönheit und mit ausgezeichneten Darstellern, der in seiner filmischen Sympathieerklärung für eine literarische Soap Opera letztlich aber in gutgemeinten Ansätzen steckenbleibt.“

## Auszeichnungen (Auswahl)
- Der Song A Soft Place to Fall von Allison Moorer und Gwil Owen wurde 1999 für den Oscar nominiert.
- Der Film gewann die Goldene Leinwand und wurde mit dem Bogey Award in Silber ausgezeichnet.
- Scarlett Johansson erhielt mit dem YoungStar Award ihren ersten Filmpreis überhaupt. Insgesamt gewann der Film vier Preise und erhielt weitere 19 Nominierungen.
- Die Deutsche Film- und Medienbewertung FBW in Wiesbaden verlieh dem Film das Prädikat besonders wertvoll.

## Einspielergebnisse
Der Film spielte an seinem Premierwochenende am 17. Mai 1998 $13.685.488 ein, in den USA $75.383.563 und weltweit insgesamt $186.883.563.